# Paul MacLean

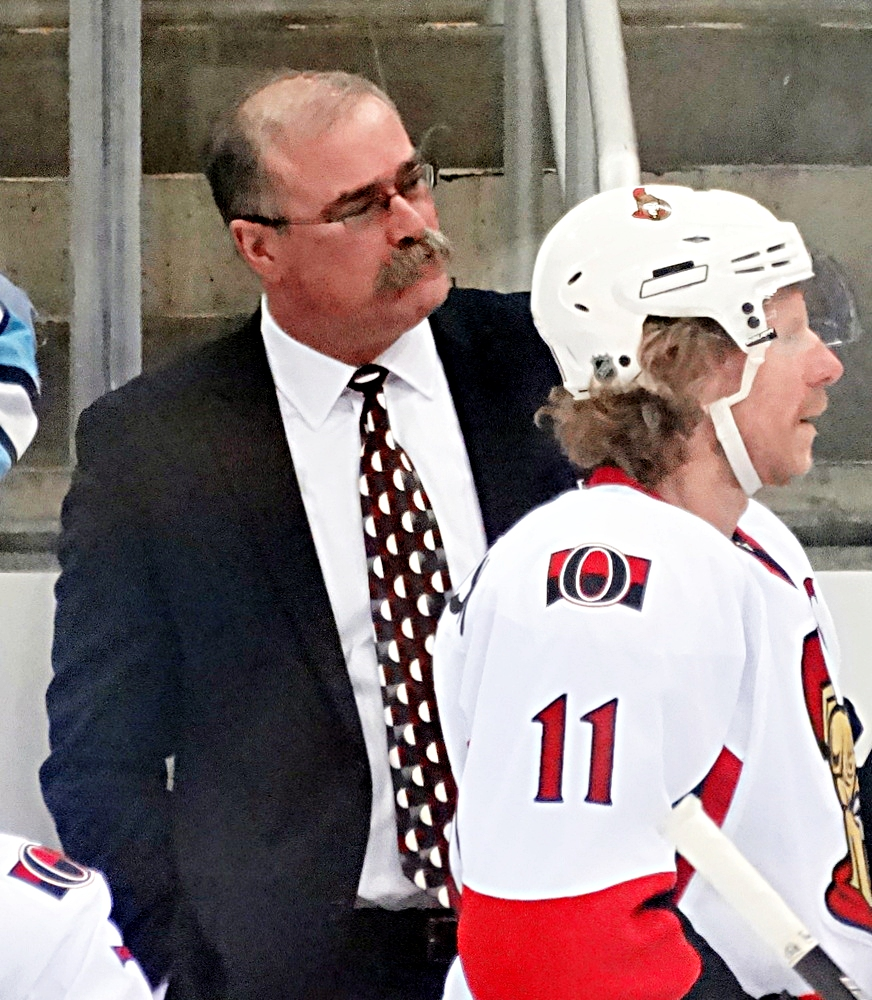
Paul MacLean (vänster) och Daniel Alfredsson, 2013.

Paul A. MacLean, född 9 mars 1958 i Grostenquin, Frankrike, är en kanadensisk ishockeytränare och före detta professionell ishockeyspelare. MacLean var tränare för det kanadensiska NHL-laget Ottawa Senators mellan 2011 och 2014.
Under Paul MacLeans aktiva karriär som spelare spelade han för NHL-lagen Winnipeg Jets, Detroit Red Wings och St. Louis Blues och lyckades göra 673 poäng på 719 matcher under 11 säsonger från 1981 till 1991.

## Tränarkarriär
- Peoria Rivermen, IHL, Huvudtränare, 1993–96
- Phoenix Coyotes, NHL, Assisterande tränare, 1996–97
- Kansas City Blades, IHL, Huvudtränare, 1997–00
- Quad City Mallards, IHL, Huvudtränare, 2000–02
- Mighty Ducks of Anaheim, NHL, Assisterande tränare, 2002–05
- Detroit Red Wings, NHL, Assisterande tränare, 2005–11
- Ottawa Senators, NHL, Huvudtränare, 2011–2014